# 茹寧
茹寧（1484年11月28日—1540年3月8日），字希一。號一川，貴州貴陽人，祖籍山西澤州，嘉靖元年壬午科舉人。

## 生平
成化二十年十一月十一日寅時（1484年11月28日）生。弘治七年（1494年），茹寧10歲，其父茹景和在甌寧縣丞任上病逝，遂奉襯還貴州。弘治十二年（1499年），補弟子員，後被藩參江介聘為幕僚。嘉靖元年（1522年）與兄茹蘷同中雲南鄉試舉人。二年會試未中。任四川岳池縣教諭，有建樹，為督學張邦奇挹獎，四年（1525年），署隣水縣事。後陞馬湖府敎授。十三年（1534年），陞知蒲江縣事，重脩鶴山書院。嘉靖十九年正月三十日（1540年3月8日）以寒疾終。壽五十七。